# Circunscrições eclesiásticas católicas da Finlândia

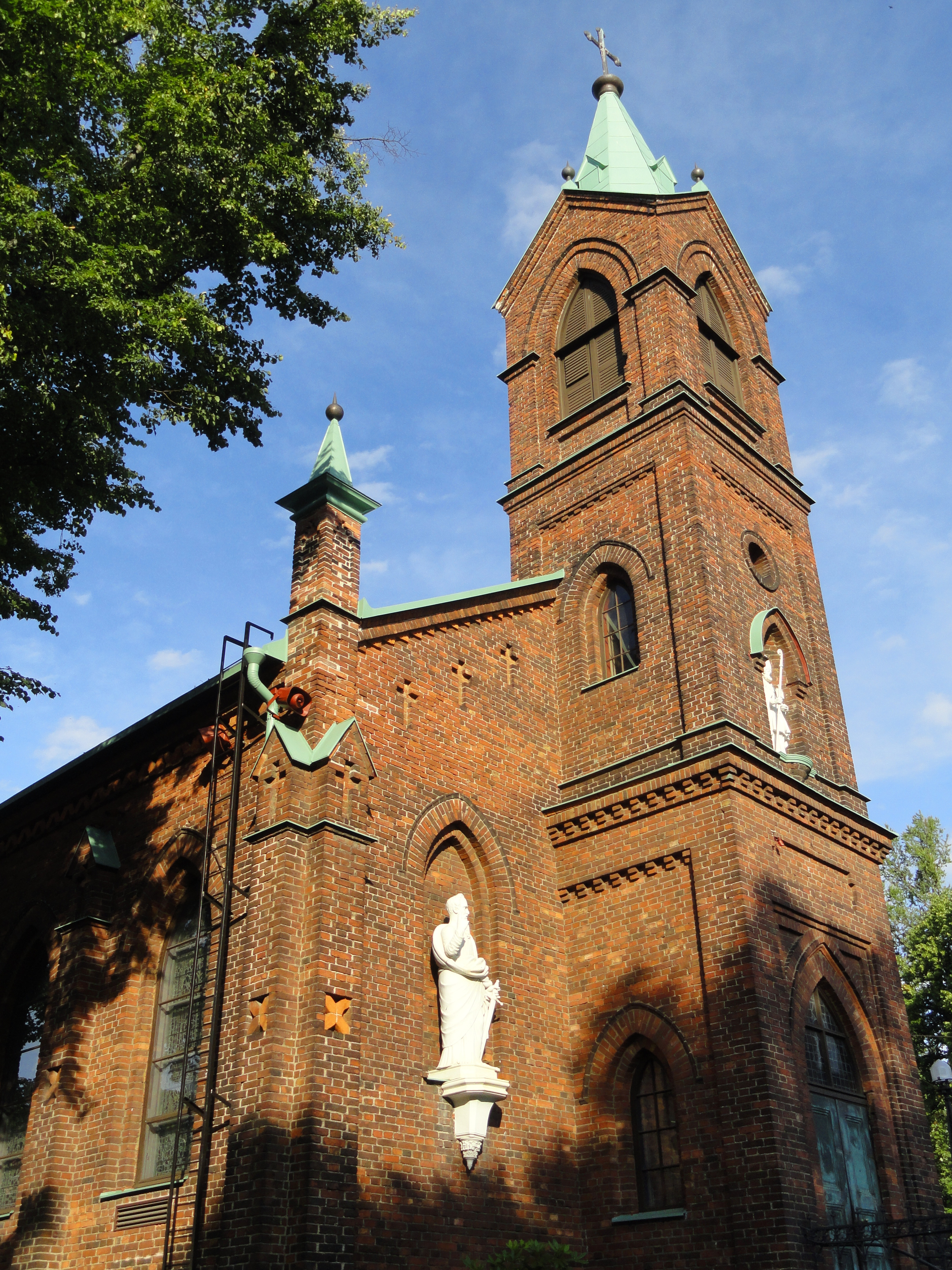
Catedral de Santo Henrique, localizada em Helsinque.

A Igreja Católica na Finlândia tem uma pequena hierarquia no país, visto o limitado número de católicos — sendo um país de maioria luterana. A única diocese de rito latino está diretamente ligada à Santa Sé, embora o episcopado do país participe da Conferência Episcopal Escandinava. As Ilhas Åland, dependência insular finlandesa, também estão sob esta jurisdição.

## Jurisdições atuais

### Jurisdição latina
- Diocese de Helsinque, que também abrange as Ilhas Åland.[3]

### Jurisdição católica oriental
Igreja Greco-Católica Ucraniana (rito bizantino):
- Exarcado Apostólico na Alemanha e Escandinávia para os Ucranianos, abrangendo também a Alemanha (com sé em Munique), Dinamarca, Noruega e Suécia.[5]

## Jurisdições antigas

### Jurisdição latina pré-Reforma
- Diocese de Åbo (cuja sede ficava em Turku), suprimida em 1522.[6]

### Pós-Reforma
- Vicariato Apostólico da Finlândia, criado em 1920, e elevado a Diocese de Helsinque em 1955.[3]